# Patcharin Cheapchandej
Patcharin Cheapchandej (* 13. Dezember 1994) ist eine thailändische Tennisspielerin.

## Karriere
Patcharin spielt überwiegend Turniere auf dem ITF Women’s Circuit, bei denen sie bislang zehn Einzel- und sechs Doppeltitel gewonnen hat.

## Turniersiege

### Einzel
| Nr. | Datum             | Turnier             | Kategorie   | Belag     | Finalgegnerin      | Ergebnis       |
| --- | ----------------- | ------------------- | ----------- | --------- | ------------------ | -------------- |
| 1.  | 29. April 2017    | Hua Hin             | ITF $15.000 | Hartplatz | Zhang Ling         | 6:1, 7:5       |
| 2.  | 14. Oktober 2017  | Nonthaburi          | ITF $15.000 | Hartplatz | Liang En-shuo      | 7:62, 6:0      |
| 3.  | 8. September 2018 | Nonthaburi          | ITF $15.000 | Hartplatz | Lee Hua-chen       | 3:6, 7:68, 6:2 |
| 4.  | 27. August 2023   | Nakhon Si Thammarat | ITF W15     | Hartplatz | Miho Kuramochi     | 6:3, 6:2       |
| 5.  | 15. Oktober 2023  | Hua Hin             | ITF W15     | Hartplatz | Salakthip Ounmuang | 6:3, 6:2       |
| 6.  | 7. Juli 2024      | Nakhon Si Thammarat | ITF W35     | Hartplatz | Kyōka Okamura      | 6:2, 6:3       |
| 7.  | 14. Juli 2024     | Nakhon Si Thammarat | ITF W15     | Hartplatz | Alicia Smith       | 7:69, 6:2      |
| 8.  | 25. August 2024   | Nakhon Si Thammarat | ITF W15     | Hartplatz | Vaishnavi Adkar    | 6:3, 6:3       |
| 9.  | 20. Juli 2025     | Nakhon Pathom       | ITF W15     | Hartplatz | Haruna Arakawa     | 6:1, 6:3       |
| 10. | 27. Juli 2025     | Nakhon Pathom       | ITF W15     | Hartplatz | Yuno Kitahara      | 6:3, 6:1       |

### Doppel
| Nr. | Datum            | Turnier             | Kategorie   | Belag     | Partnerin           | Finalgegnerinnen                 | Ergebnis         |
| --- | ---------------- | ------------------- | ----------- | --------- | ------------------- | -------------------------------- | ---------------- |
| 1.  | 13. Juli 2019    | Hua Hin             | ITF $15.000 | Hartplatz | Ni Ma Zhuoma        | Anchisa Chanta Supapitch Kuearum | 6:3, 6:2         |
| 2.  | 12. Oktober 2019 | Hua Hin             | ITF W15     | Hartplatz | Punnin Kovapitukted | Kang Jiaqi Tamarine Tanasugarn   | 6:3, 6:4         |
| 3.  | 10. Juni 2023    | Nakhon Si Thammarat | ITF W15     | Hartplatz | Anchisa Chanta      | Nicole Khirin Sara Nayar         | 6:4, 4:6, [10:6] |
| 4.  | 17. Juni 2023    | Nakhon Si Thammarat | ITF W15     | Hartplatz | Anchisa Chanta      | Sara Nayar Vivian Yang           | 6:1, 7:64        |
| 5.  | 14. Oktober 2023 | Hua Hin             | ITF W15     | Hartplatz | Punnin Kovapitukted | Sun Yifan Zhang Jin              | 7:62, 7:5        |
| 6.  | 13. Juli 2024    | Nakhon Si Thammarat | ITF W15     | Hartplatz | Punnin Kovapitukted | Monique Barry Alicia Smith       | 6:3, 6:1         |